# São João Baptista (Beja)
São João Baptista ist ein Ort und eine ehemalige Gemeinde in Portugal. Sie war eine der Innenstadtgemeinden der Stadt Beja.

## Verwaltung
São João Baptista war Sitz einer Gemeinde (Freguesia) im Kreis (Concelho) der Stadt Beja, im Distrikt Beja. Die Gemeinde hatte 8,21 km² Grundfläche und 6395 Einwohner (Stand nach Zahlen vom 30. Juni 2011).
Mit der administrativen Neuordnung in Portugal zum 29. September 2013 wurden die Gemeinden Beja (São João Baptista) und Beja (Santiago Maior) zur neuen Gemeinde União das Freguesias de Beja (Santiago Maior e São João Baptista) zusammengeschlossen.
| Einwohnerzahl der Gemeinde Beja (São João Baptista) (1864–2011) | Einwohnerzahl der Gemeinde Beja (São João Baptista) (1864–2011) | Einwohnerzahl der Gemeinde Beja (São João Baptista) (1864–2011) | Einwohnerzahl der Gemeinde Beja (São João Baptista) (1864–2011) | Einwohnerzahl der Gemeinde Beja (São João Baptista) (1864–2011) | Einwohnerzahl der Gemeinde Beja (São João Baptista) (1864–2011) | Einwohnerzahl der Gemeinde Beja (São João Baptista) (1864–2011) | Einwohnerzahl der Gemeinde Beja (São João Baptista) (1864–2011) | Einwohnerzahl der Gemeinde Beja (São João Baptista) (1864–2011) | Einwohnerzahl der Gemeinde Beja (São João Baptista) (1864–2011) | Einwohnerzahl der Gemeinde Beja (São João Baptista) (1864–2011) | Einwohnerzahl der Gemeinde Beja (São João Baptista) (1864–2011) | Einwohnerzahl der Gemeinde Beja (São João Baptista) (1864–2011) | Einwohnerzahl der Gemeinde Beja (São João Baptista) (1864–2011) | Einwohnerzahl der Gemeinde Beja (São João Baptista) (1864–2011) |
| --------------------------------------------------------------- | --------------------------------------------------------------- | --------------------------------------------------------------- | --------------------------------------------------------------- | --------------------------------------------------------------- | --------------------------------------------------------------- | --------------------------------------------------------------- | --------------------------------------------------------------- | --------------------------------------------------------------- | --------------------------------------------------------------- | --------------------------------------------------------------- | --------------------------------------------------------------- | --------------------------------------------------------------- | --------------------------------------------------------------- | --------------------------------------------------------------- |
| 1864                                                            | 1878                                                            | 1890                                                            | 1900                                                            | 1911                                                            | 1920                                                            | 1930                                                            | 1940                                                            | 1950                                                            | 1960                                                            | 1970                                                            | 1981                                                            | 1991                                                            | 2001                                                            | 2011                                                            |
| 2 011                                                           | 2 143                                                           | 2 448                                                           | 2 425                                                           | 2 799                                                           | 2 501                                                           | 3 094                                                           | 3 104                                                           | 3 599                                                           | 3 625                                                           | 3 934                                                           | 5 553                                                           | 5 774                                                           | 6 268                                                           | 6 395                                                           |